# Chet Atkins
Pour les articles homonymes, voir Atkins.
 (septembre 2020).
Si vous disposez d'ouvrages ou d'articles de référence ou si vous connaissez des sites web de qualité traitant du thème abordé ici, merci de compléter l'article en donnant les références utiles à sa vérifiabilité et en les liant à la section « Notes et références ».
Chester Burton Atkins, plus connu sous le nom de « Chet » Atkins, né le 20 juin 1924 à Luttrell et mort le 30 juin 2001 à Nashville dans le Tennessee, est un guitariste et producteur américain.
Il a beaucoup influencé la musique country. Sa technique de jeu en « picking » (qu'il appelait lui-même « yakety ») lui a apporté un certain nombre d'admirateurs dans et en dehors de la scène country. Il a créé, avec Owen Bradley, le son de Nashville (Nashville sound). Bien qu'il ne puisse pas être considéré comme un pur produit du son rockabilly, son jeu de guitare a eu une énorme influence sur eux. Il a influencé notamment des guitaristes comme Scotty Moore, George Harrison, Mark Knopfler (Neck and Neck), Tommy Emmanuel (The Day Finger Pickers Took Over The World) et  le français Marcel Dadi.
Par ailleurs, Chet Atkins a produit de nombreux albums dont certains disques d'Elvis Presley, de Jim Reeves et de Waylon Jennings.

## Biographie
Chester Burton Atkins est né dans une ferme près de Luttrell (Tennessee), le 20 juin 1924.
Élevé dans une ambiance musicale (un père pianiste et un frère guitariste qui fit plus tard partie de l'orchestre de Les Paul), il devient violoniste professionnel à l'âge de 17 ans pour un show radiophonique de Knoxville. Fasciné par les disques de Merle Travis, il se met à la guitare – offerte par son frère –, qui deviendra très vite son instrument de prédilection.
Vers 1946, il commence à Nashville sous le nom de Chester Atkins and The All Star Hillbillies (Roy Lanham, Jack Shook, Dutch McMillin et Louis Ennis), enregistrant Guitar Blues (Bullet 617). En 1948, il joue avec deux amis qui deviendront célèbres sous le nom de Homer & Jethro et rencontre les Carter Sisters et Mother Maybelle avec qui il apparaît sur la scène du Grand Ole Opry en 1950.
Remarqué par RCA, il devient musicien de session, remportant un premier hit au début des années 1950 avec Galloping Guitar.
Il rêvait aussi d'être chanteur (malgré une timidité et une voix mal assurée qui faisait sourire Merle Travis). Mais partout on ne réclame que sa guitare magique et il participe aux dernières sessions d'Hank Williams et aux premières d'Elvis pour RCA en janvier 1956, jouant notamment lors de Heartbreak Hotel.
Nommé responsable des studios RCA de Nashville à partir de 1957, il contribuera à forger le fameux « Nashville sound » en compagnie du pianiste Floyd Cramer, des guitaristes Hank Garland et Grady Martin, du bassiste Bob Moore et du batteur Buddy Harmon, fournissant le backing de nombreux artistes dont la chanteuse de rockabilly Janis Martin.
Il fut également producteur de plusieurs albums de Hank Snow.
Il se fera lui-même un nom grâce au succès de son album Teensville en 1960, qui contenait deux de ses premiers hits Boo Boo Stick Beat (1959) et One Mint Julep. En 1963 il sort l'album Teen Scene avec I Got A Woman, Susie Q, Rumpus (avec préface de Steve Sholes. Au cours des années suivantes, Chet Atkins sort un double-face, What'd I Say/Charlie Brown ainsi qu'une soixantaine d'albums dans lesquels il aborde tous les styles.
Roi du picking et du finger style, il fut l'un des guitaristes les plus prolifiques et influents des années 1950 à nos jours. Il sera également ami des Everly Brothers et de Jerry Reed, avec qui il joua en duo dans les albums « Me and Jerry » et « Me and Chet ». Apte au rock 'n' roll, au rockabilly, au jazz, au blues et même au flamenco, c'est son style country (repris en France dans les années 1970 par Marcel Dadi) qui lui vaudra la plus large part de sa notoriété en France.
Véritable institution, Chet Atkins, vice-président de RCA Nashville et découvreur d'innombrables talents (dont Charlie Pride), fut élu meilleur musicien de l'année par la Country Music Association en 1967, 1968, 1969 et 1984. Il fut élu en 1973 membre du Country Music Hall of Fame.
Paradoxalement, Chet Atkins qui avait contribué à la sophistication de la musique « Made in Nashville », s'inquiétait des nouvelles directions prises par la musique country et prônait un retour aux sources salvateur. Outre son rôle de producteur, il restera avant tout comme l'un des guitaristes les plus importants de l'histoire de la musique populaire, à l'instar de son maître, Merle Travis. Spécialiste de la guitare électrique durant les années 1950 (il collabore avec Gretsch pour l'élaboration de la fameuse guitare « Chet Atkins Country Gentleman »), il deviendra également au début des sixties, l'un des rois de la guitare classique qu'il sut utiliser dans le cadre du jazz et de la country music.
Technicien hors pair et « picker » impressionnant, il resta au plus haut niveau tout au long des années 1970. Le double album A Man And His Guitar est représentatif de sa période récente avec un répertoire éclectique emprunté à Willie Nelson, Duke Ellington, Doc Watson, Kosma, Bach, Mozart, Rodrigo et les Beatles.
Il donne son premier concert en France à l'Olympia le 10 décembre 1977 avec Marcel Dadi.
Il vient pour la dernière fois en France en 1991 à Issoudun (Indre) à l'occasion de la Convention nationale de la guitare organisée autour de Marcel Dadi. Il marque l'évènement en jouant Les Feuilles mortes le jour du décès d'Yves Montand.
D'autre part, Chet Atkins était radio amateur, son indicatif était WA4CZD. En 1998 il obtint l'indicatif W4CGP en référence au titre honorifique C.G.P. (Certified Guitar Player). Il était membre de l'ARRL (American Radio Relay League).

### Mort et legs
Atkins continue à jouer dans les années 1990, mais sa santé décline après qu'un cancer lui a été diagnostiqué de nouveau en 1996. Il décède le 30 juin 2001 à son domicile de Nashville, Tennessee. Il est enterré dans les Harpeth Hills Memory Gardens, à Nashville.

## Récompenses
Atkins a reçu de nombreuses récompenses, dont 14 Grammy Awards et neuf Country Music Association awards du meilleur instrumentiste de l'année.
En 1993, il a reçu le Lifetime Achievement Award Grammy. Billboard Magazine lui a décerné son Century Award, leur « distinction la plus haute pour récompenser une carrière artistique », en décembre 1997.
En 2002, Atkins a été intronisé à titre posthume au Rock and Roll Hall of Fame. Son prix a été remis par Marty Stuart et Brian Setzer et accepté par le petit-fils d'Atkins, Jonathan Russell. L'année suivante, Atkins est classé à la 28e place dans le classement des 40 Greatest Men of Country Music (les quarante plus grands hommes de la Country Music).

### Hommages et postérité
En 1967, une chanson hommage appelée Chet's Tune a été produite pour son anniversaire, avec la contribution d'une longue liste d'artistes RCA / Victor tels Eddy Arnold, Connie Smith, Jerry Reed, Willie Nelson, Hank Snow et d'autres. La chanson a été écrite par le compositeur de Nashville Cy Coben, ami d'Atkins. Le single atteint la 38e position dans les charts du pays.
L'album Nothin' but the Taillights de Clint Black comprend la chanson Ode to Che, dans laquelle figurent ces lignes : « Cause I can win her over like Romeo did Juliet, if I can only show her I can almost pick that legato lick like Chet » et « It'll take more than Mel Bay 1, 2, & 3 if I'm ever gonna play like CGP ». Atkins joue de la guitare sur la piste. À la fin de la chanson Black and Atkins ont une brève conversation.
En 2009, Steve Wariner a sorti un album intitulé My Tribute to Chet Atkins. Une chanson de ce disque, Producer's Medley, donne à entendre la recréation par Wariner de plusieurs chansons célèbres jouées et produites par Atkins. En 2010, le Producer's Medley a remporté le Grammy for Best Country Instrumental Performance.
Un tronçon de l'autoroute 185 au sud-ouest la Géorgie (entre LaGrange et Columbus) est nommé « Chet Atkins Parkway ». Ce tronçon de l'autoroute Interstate traverse Fortson en Géorgie, où Atkins a passé une grande partie de son enfance.
La chanson Jam Man de Chet a été utilisée dans des publicités pour Esurance.

## Certified Guitar Player
Chet Atkins a créé le titre de Certified Guitar Player (CGP) qu'il a décerné à cinq guitaristes pour leur contribution au développement du style fingerpicking : Jerry Reed, Steve Wariner (en), Tommy Emmanuel, John Knowles et Marcel Dadi. Paul Yandell s'est également vu décerner ledit titre en 2011 quelques mois avant son décès ; auparavant, il avait constamment décliné cet honneur qui lui a finalement été accordé par Merle, la fille de Chet Atkins, au nom de la succession de Chet.
Muriel Anderson a également été mentionné par Chet Atkins comme Certified Guitar Player.

## Discographie
La discographie de Chet Atkins est vaste et variée. Il a non seulement sorti des albums studio principalement en tant qu'artiste solo, mais il a surtout été un collaborateur prolifique et très convoité. Il a également joué comme sideman pour un grand nombre d’artistes. Ses collaborations majeures l’ont été avec Hank Snow, Arthur Fiedler et le Boston Pops Orchestra, Le Nashville String Band, Jerry Reed, Merle Travis, Doc Watson, Lenny Breau, Les Paul, Mark Knopfler, Suzy Bogguss, et Tommy Emmanuel. Il a souvent été invité à jouer lors d’enregistrements de disques de ses amis. Plusieurs de ses disques ont remporté ou été cités aux Grammy Awards.
La majorité de ses disques ont été enregistrés avec le label RCA qu’il a quitté en 1982 après 36 ans de collaboration pour signer avec Columbia Records.
Sa discographie en tant que producteur englobe un grand nombre d'albums et de singles pour un large éventail d'artistes. Il a notamment produit des disques pour Perry Como, Elvis Presley, Eddy Arnold, Don Gibson, Jim Reeves, Jerry Reed, Skeeter Davis, Connie Smith, Waylon Jennings, et bien d'autres.

### Albums

#### Albums studio
| Année | Album                               | Positions dans les charts | Positions dans les charts | Notes |
| Année | Album                               | US Country                | US                        | Notes |
| ----- | ----------------------------------- | ------------------------- | ------------------------- | --- |
| 1952  | Chet Atkins' Gallopin' Guitar       |                           |                           | 33t |
| 1953  | Stringin' Along with Chet Atkins    |                           |                           | 33t |
| 1954  | A Session with Chet Atkins          |                           |                           | |
| 1955  | Stringin' Along with Chet Atkins    |                           |                           | Version LP |
| 1955  | Chet Atkins in Three Dimensions     |                           |                           | |
| 1956  | Finger Style Guitar                 |                           |                           | |
| 1957  | Chet Atkins at Home                 |                           | 21                        | |
| 1957  | Hi Fi in Focus                      |                           |                           | |
| 1959  | Chet Atkins in Hollywood            |                           |                           | |
| 1959  | Hum & Strum Along with Chet Atkins  |                           |                           | |
| 1959  | Mister Guitar                       |                           |                           | |
| 1960  | After the Riot at Newport           |                           |                           | Avec The Nashville All-Stars |
| 1960  | Teensville                          |                           | 16                        | |
| 1960  | The Other Chet Atkins               |                           |                           | |
| 1961  | Chet Atkins' Workshop               |                           | 7                         | |
| 1961  | The Most Popular Guitar             |                           | 119                       | |
| 1961  | Christmas with Chet Atkins          |                           | 12                        | |
| 1962  | Chet Atkins Plays Back Home Hymns   |                           |                           | |
| 1962  | Caribbean Guitar                    |                           | 33                        | |
| 1962  | Down Home                           |                           | 31                        | |
| 1963  | Our Man in Nashville                |                           | 135                       | |
| 1963  | Teen Scene                          |                           | 93                        | (réédité en 1975) |
| 1963  | Travelin'                           |                           |                           | |
| 1964  | Guitar Country                      | 1                         | 64                        | |
| 1964  | Progressive Pickin'                 |                           |                           | |
| 1965  | My Favorite Guitars                 |                           |                           | |
| 1965  | More of That Guitar Country         | 4                         |                           | |
| 1966  | Chet Atkins Picks on The Beatles    | 6                         | 112                       | |
| 1966  | From Nashville With Love            | 26                        | 140                       | |
| 1966  | Music From Nashville, My Home Town  |                           |                           | |
| 1967  | It's a Guitar World                 | 19                        | 148                       | |
| 1967  | Picks the Best                      |                           |                           | (Gagne le Grammy 1967 pour la meilleure performance instrumentale)                                                                              |
| 1967  | Class Guitar                        | 26                        | 189                       | |
| 1968  | Hometown Guitar                     | 17                        |                           | |
| 1968  | Solid Gold 68                       | 18                        |                           | |
| 1968  | Solo Flights                        |                           | 184                       | |
| 1969  | Lover's Guitar                      |                           |                           | |
| 1969  | Solid Gold 69                       | 33                        | 150                       | |
| 1970  | Yestergroovin'                      |                           | 139                       | |
| 1970  | Solid Gold 70                       |                           |                           | |
| 1970  | Pickin' My Way                      | 30                        |                           | |
| 1971  | For the Good Times                  | 17                        |                           | Snowbird a gagné le Grammy for Best Country Instrumental Performance en 1971                                                                    |
| 1972  | Picks on the Hits                   | 38                        |                           | |
| 1973  | Alone                               | 42                        |                           | |
| 1974  | Chet Atkins Picks on Jerry Reed     |                           |                           | chansons de Jerry Reed |
| 1975  | The Night Atlanta Burned            | 30                        |                           | |
| 1975  | Chet Atkins Goes to the Movies      | 43                        |                           | A gagné le Best Country Instrumental Performance Grammy pour The Entertainer en 1975                                                            |
| 1975  | Teen Scene                          |                           |                           | Ré-édité sur le label Pickwick |
| 1977  | Me and My Guitar                    | 50                        |                           | |
| 1981  | Country After All These Years       |                           |                           | A gagné le Grammy for Best Country Instrumental Performance en 1981                                                                             |
| 1983  | Work It out with Chet Atkins C.G.P. | 64                        |                           | CBS |
| 1983  | East Tennessee Christmas            |                           |                           | CBS |
| 1985  | Stay Tuned                          |                           | 145                       | Cosmic Square Dance a gagné le Grammy for Best Country Instrumental Performance en 1985 Meilleur classement en 12e position des Top Jazz Albums |
| 1986  | Street Dreams                       |                           |                           | |
| 1987  | Sails                               |                           |                           | |
| 1988  | C.G.P.                              |                           |                           | |
| 1994  | Read My Licks                       |                           |                           | |
| 1996  | Almost Alone                        | 74                        |                           | Jam Man a gagné le Grammy for Best Country & Western Instrumental Performance en 1996                                                           |
| 2003  | Solo Sessions                       |                           |                           | Sortie posthume |

#### Collaborations
| Année | Album                                      | Positions dans les charts | Positions dans les charts | Positions dans les charts | Notes |
| Année | Album                                      | US Country                | US                        | CAN                       | Notes |
| ----- | ------------------------------------------ | ------------------------- | ------------------------- | ------------------------- | --- |
| 1964  | Reminiscing                                |                           |                           |                           | avec Hank Snow |
| 1966  | The Pops Goes Country                      | 36                        | 62                        |                           | avec Arthur Fiedler and the Boston Pops |
| 1969  | Chet Atkins Picks on the Pops              |                           | 160                       |                           | avec Arthur Fiedler and the Boston Pops |
| 1970  | Me & Jerry                                 | 13                        |                           |                           | avec Jerry Reed (a gagné le Grammy for Best Country Instrumental en 1970) |
| 1970  | C.B. Atkins & C.E. Snow by Special Request |                           |                           |                           | avec C.E. (Hank) Snow |
| 1971  | Me & Chet                                  | 24                        |                           |                           | avec Jerry Reed |
| 1972  | Chet Floyd & Boots                         |                           |                           |                           | avec Floyd Cramer et Boots Randolph |
| 1972  | American Salute                            |                           |                           |                           | avec Arthur Fiedler and the Boston Pops |
| 1974  | Superpickers                               |                           |                           |                           | |
| 1974  | The Atkins - Travis Traveling Show         | 30                        |                           |                           | avec Merle Travis (a gagné le Grammy for Best Country Instrumental en 1974)                                                                                                  |
| 1976  | Chester & Lester                           | 11                        | 172                       |                           | avec Les Paul (a gagné le Grammy for Best Country Instrumental en 1976) |
| 1977  | Chet Floyd & Danny                         | 46                        |                           |                           | avec Floyd Cramer et Danny Davis |
| 1978  | Guitar Monsters                            | 27                        |                           |                           | avec Les Paul |
| 1979  | First Nashville Guitar Quartet             |                           |                           |                           | avec Liona Boyd, John Knowles et John Pell |
| 1980  | Reflections                                |                           |                           |                           | avec Doc Watson |
| 1981  | Standard Brands                            |                           |                           |                           | avec Lenny Breau |
| 1991  | Neck & Neck                                | 27                        | 127                       | 71                        | avec Mark Knopfler. "Poor Boy Blues" a gagné un Grammy for Best Country Collaboration with Vocals. "So Soft Your Goodbye" a gagné pour Best Country Instrumental Performance |
| 1992  | Sneakin' Around                            | 68                        |                           |                           | avec Jerry Reed. A gagné le Grammy award for Best Country & Western Instrumental Performance en 1992                                                                         |
| 1993  | The Gingham Dog and the Calico Cat         |                           |                           |                           | avec Amy Grant |
| 1994  | Simpatico                                  | 55                        |                           |                           | avec Suzy Bogguss |
| 1997  | The Day Finger Pickers Took Over the World |                           |                           |                           | avec Tommy Emmanuel |

#### Albums live
| Année | Album                               | US Country | Notes                                                                    |
| ----- | ----------------------------------- | ---------- | ------------------------------------------------------------------------ |
| 1975  | In Concert                          |            | Inclut Chet avec Charlie Pride, Ronnie Milsap, Dolly Parton & Jerry Reed |
| 1979  | And Then Came Chet                  |            | Sorti en France                                                          |
| 1980  | The Best of Chet on the Road — Live | 43         |                                                                          |

#### Avec The Country All-Stars
| Année | Album               |
| ----- | ------------------- |
| 1953  | String Dustin'      |
| 1993  | Jazz From the Hills |

#### Avec The Nashville String Band
| Année | Album                     |
| ----- | ------------------------- |
| 1969  | The Nashville String Band |
| 1970  | Down Home                 |
| 1971  | Strung Up                 |
| 1971  | Identified!               |
| 1972  | The Bandit                |
| 1972  | World's Greatest Melodies |

#### Éducatif
| Année | Album                                  |
| ----- | -------------------------------------- |
| 1968  | Play Guitar with Chet Atkins           |
| 1971  | Chet Atkins Guitar Method Volume 1 & 2 |

#### Compilations
| Année | Album                                                        | US Country | Notes                                  |
| ----- | ------------------------------------------------------------ | ---------- | -------------------------------------- |
| 1961  | Chet Atkins Plays Great Movie Themes                         |            |                                        |
| 1963  | The Guitar Genius                                            |            | Camden                                 |
| 1964  | The Best of Chet Atkins                                      |            |                                        |
| 1964  | The Early Years of Chet Atkins & His Guitar                  |            |                                        |
| 1966  | The Best of Chet Atkins, Vol. 2                              |            |                                        |
| 1967  | Chet                                                         |            |                                        |
| 1968  | Chet All The Way                                             |            | Import                                 |
| 1969  | Relaxin' With Chet                                           |            |                                        |
| 1971  | Country Pickin'                                              |            | Pickwick                               |
| 1971  | Mr Atkins, Guitar Picker                                     |            | Camden                                 |
| 1971  | This Is Chet Atkins                                          | 30         |                                        |
| 1972  | Now and... Then                                              | 40         |                                        |
| 1972  | Finger Pickin' Good                                          |            | Camden                                 |
| 1972  | Nashville Gold                                               |            |                                        |
| 1973  | Discover Japan                                               |            | Import                                 |
| 1975  | Famous Country Music Makers                                  |            |                                        |
| 1975  | The Golden Guitar of Chet Atkins                             |            |                                        |
| 1976  | The Best of Chet Atkins & Friends                            | 25         |                                        |
| 1977  | Love Letters                                                 |            | Camden                                 |
| 1977  | A Legendary Performer                                        |            |                                        |
| 1981  | Country Music                                                |            | Time/Life                              |
| 1982  | Solid Gold Guitar                                            |            |                                        |
| 1983  | Guitar Pickin' Man                                           |            |                                        |
| 1983  | Great Hits of the Past                                       |            |                                        |
| 1984  | Tennessee Guitar Man                                         |            | Pair Records                           |
| 1984  | A Man & His Guitar                                           |            |                                        |
| 1985  | Collectors Series                                            |            |                                        |
| 1985  | Guitar for all Seasons                                       |            | Pair Records                           |
| 1986  | 20 of the Best                                               |            |                                        |
| 1988  | Pickin' on Country                                           |            | Pair Records                           |
| 1989  | Masters of the Guitar: Together                              |            | Pair Records compilation with Les Paul |
| 1989  | Pickin' the Hits                                             |            | Pair Records                           |
| 1991  | The Magic of Chet Atkins                                     |            | Heartland Music                        |
| 1991  | Country Gems                                                 |            | Pair Records                           |
| 1991  | The Romantic Guitar                                          |            | RCA Special Products                   |
| 1992  | The RCA Years                                                |            |                                        |
| 1993  | Galloping Guitar: The Early Years                            |            | Bear Family release                    |
| 1996  | The Essential Chet Atkins                                    |            |                                        |
| 1998  | Masters                                                      |            | Import                                 |
| 1998  | Super Hits                                                   |            |                                        |
| 2000  | The Guitar Genius/Relaxin' with Chet/Nashville Gold          | 42         | Camden                                 |
| 2000  | Guitar Legend: The RCA Years                                 |            |                                        |
| 2000  | Guitar Man                                                   |            | Import                                 |
| 2001  | RCA Country Legends: Chet Atkins                             |            |                                        |
| 2001  | A Master and His Music                                       |            |                                        |
| 2002  | Chet Picks on the Grammys                                    |            |                                        |
| 2002  | Tribute to Bluegrass                                         |            |                                        |
| 2003  | The Best of Chet Atkins                                      |            | Belgium                                |
| 2003  | Legendary                                                    |            | BMG International                      |
| 2004  | Mr Guitar: The Complete Recordings 1955-1960                 |            | Bear Family                            |
| 2004  | I've Been Working on the Guitar: The Legend Begins           |            | Country Stars                          |
| 2004  | High Rockin' Swing                                           |            | Universe                               |
| 2004  | Early Chet Atkins                                            |            | Country Routes                         |
| 2004  | The Essential Chet Atkins: The Columbia Years                |            | Columbia                               |
| 2005  | Carter Sisters and Mother Maybelle With Chet Atkins          |            | Country Routes                         |
| 2005  | The Nashville Jump                                           |            | Xtra                                   |
| 2005  | Chet Atkins with the Carter Sisters and Mother Maybelle 1949 |            | Country Routes                         |
| 2007  | Eclectic Guitar                                              |            | El                                     |
| 2007  | The Essential Chet Atkins                                    |            | Legacy                                 |
| 2007  | The Early Years 1946-1957                                    |            | JSP (five disc box set)                |

### Singles
| Année | Single                                                  | Positions dans les charts | Positions dans les charts | Positions dans les charts | Album                           |
| Année | Single                                                  | US Country                | US                        | CAN Country               | Album                           |
| ----- | ------------------------------------------------------- | ------------------------- | ------------------------- | ------------------------- | ------------------------------- |
| 1946  | Guitar Blues                                            |                           |                           |                           | (Uniquement sorti en single)    |
| 1947  | Canned Heat                                             |                           |                           |                           | (Uniquement sorti en single)    |
| 1947  | Standing Room Only                                      |                           |                           |                           | (Uniquement sorti en single)    |
| 1948  | Bug Dance                                               |                           |                           |                           | (Uniquement sorti en single)    |
| 1948  | I Know When I'm Blue                                    |                           |                           |                           | (Uniquement sorti en single)    |
| 1948  | Dizzy String                                            |                           |                           |                           | (Uniquement sorti en single)    |
| 1948  | I'm Pickin' the Blues                                   |                           |                           |                           | (Uniquement sorti en single)    |
| 1949  | Money Marbles and Chalk                                 |                           |                           |                           | (Uniquement sorti en single)    |
| 1949  | Barber Shop Rag                                         |                           |                           |                           | (Uniquement sorti en single)    |
| 1949  | Telling My Troubles to My Old Guitar                    |                           |                           |                           | (Uniquement sorti en single)    |
| 1949  | Centipede Boogie                                        |                           |                           |                           | (Uniquement sorti en single)    |
| 1950  | One More Chance                                         |                           |                           |                           | (Uniquement sorti en single)    |
| 1950  | Main Street Breakdown                                   |                           |                           |                           | Stringin' Along                 |
| 1950  | Boogie Man Boogie                                       |                           |                           |                           | Stringin' Along                 |
| 1950  | Confusin                                                |                           |                           |                           | (Uniquement sorti en single)    |
| 1951  | Indian Love Call                                        |                           |                           |                           | Stringin' Along                 |
| 1951  | Mountain Melody                                         |                           |                           |                           | (Uniquement sorti en single)    |
| 1951  | My Crazy Heart                                          |                           |                           |                           | (Uniquement sorti en single)    |
| 1951  | Crazy Rhythm                                            |                           |                           |                           | (Uniquement sorti en single)    |
| 1951  | In the Mood                                             |                           |                           |                           | Finger Style Guitar             |
| 1952  | Rainbow                                                 |                           |                           |                           | Mr Guitar                       |
| 1952  | Spanish Fandango                                        |                           |                           |                           | (Uniquement sorti en single)    |
| 1952  | Meet Mr Callaghan                                       |                           |                           |                           | In Hollywood                    |
| 1952  | Tennessee Rag                                           |                           |                           |                           | (Uniquement sorti en single)    |
| 1952  | Galloping on the Guitar                                 |                           |                           |                           | Gallopin' Guitar                |
| 1952  | St. Louis Blues                                         |                           |                           |                           | Gallopin' Guitar                |
| 1952  | Black Mountain Rag                                      |                           |                           |                           | Gallopin' Guitar                |
| 1952  | Imagination                                             |                           |                           |                           | Gallopin' Guitar                |
| 1952  | Midnight                                                |                           |                           |                           | (Uniquement sorti en single)    |
| 1952  | It Goes Like This (That Funny Melody)                   |                           |                           |                           | (Uniquement sorti en single)    |
| 1952  | Guitar Polka                                            |                           |                           |                           | (Uniquement sorti en single)    |
| 1953  | Fiddle Patch                                            |                           |                           |                           | (Uniquement sorti en single)    |
| 1953  | Fig Leaf Rag                                            |                           |                           |                           | (Uniquement sorti en single)    |
| 1953  | What's the Reason (I'm Not Pleasin' You)                |                           |                           |                           | (Uniquement sorti en single)    |
| 1953  | Country Gentleman                                       |                           |                           |                           | Mr Guitar                       |
| 1953  | Three O'Clock in the Morning                            |                           |                           |                           | (Uniquement sorti en single)    |
| 1953  | Barbershop Rag                                          |                           |                           |                           | (Uniquement sorti en single)    |
| 1954  | Wildwood Flower                                         |                           |                           |                           | (Uniquement sorti en single)    |
| 1954  | Georgia's Camp Meeting                                  |                           |                           |                           | (Uniquement sorti en single)    |
| 1954  | Downhill Drag                                           |                           |                           |                           | (Uniquement sorti en single)    |
| 1954  | Mr Misery                                               |                           |                           |                           | (Uniquement sorti en single)    |
| 1954  | Mr. Sandman                                             | 13                        |                           |                           | (Uniquement sorti en single)    |
| 1954  | Silver Bell (avec Hank Snow)                            | 15                        |                           |                           | (Uniquement sorti en single)    |
| 1955  | Hey Mister Guitar                                       |                           |                           |                           | (Uniquement sorti en single)    |
| 1955  | Somebody Stole My Gal                                   |                           |                           |                           | (Uniquement sorti en single)    |
| 1955  | Vacation Train                                          |                           |                           |                           | (Uniquement sorti en single)    |
| 1955  | Christmas Carols                                        |                           |                           |                           | (Uniquement sorti en single)    |
| 1955  | Poor People of Paris (Jean's Song)                      |                           | 52                        |                           | (Uniquement sorti en single)    |
| 1956  | Cecilia                                                 |                           |                           |                           | (Uniquement sorti en single)    |
| 1956  | Reminiscing (avec Hank Snow)                            |                           |                           |                           | (Uniquement sorti en single)    |
| 1957  | Trambone                                                |                           |                           |                           | Down Home                       |
| 1957  | Tricky                                                  |                           |                           |                           | (Uniquement sorti en single)    |
| 1957  | Martinique                                              |                           |                           |                           | (Uniquement sorti en single)    |
| 1957  | Hidden Charm                                            |                           |                           |                           | Guitar Genius                   |
| 1959  | Boo Boo Stick Beat                                      |                           | 49                        |                           | Teensville                      |
| 1959  | One Mint Julep                                          |                           | 73                        |                           | Teensville                      |
| 1960  | Slinkey                                                 |                           |                           |                           | Mr Guitar                       |
| 1960  | Hocus Pocus                                             |                           |                           |                           | (Uniquement sorti en single)    |
| 1961  | Hot Mocking Bird                                        |                           |                           |                           | Workshop                        |
| 1961  | Man of Mystery                                          |                           |                           |                           | (Uniquement sorti en single)    |
| 1961  | Jingle Bells                                            |                           |                           |                           | Christmas                       |
| 1962  | Down Home                                               |                           |                           |                           | Our Man in Nashville            |
| 1963  | Waitin' for the Evening Train (avec Anita Kerr)         |                           |                           |                           | (Uniquement sorti en single)    |
| 1963  | San Antonio Rose                                        |                           |                           |                           | (Uniquement sorti en single)    |
| 1963  | Wildwood Flower                                         |                           |                           |                           | (Uniquement sorti en single)    |
| 1964  | Freight Train                                           |                           |                           |                           | Guitar Country                  |
| 1965  | Travelin'                                               |                           |                           |                           | My Favorite Guitars             |
| 1965  | Yakety Axe                                              | 4                         | 98                        |                           | More of That Guitar Country     |
| 1966  | From Nashville with Love                                |                           |                           |                           | From Nashville with Love        |
| 1966  | Tennessee Waltz                                         |                           |                           |                           | Pop Goes to Country             |
| 1966  | Prissy                                                  | 30                        |                           |                           | (Uniquement sorti en single)    |
| 1967  | Charlie Brown                                           |                           |                           |                           | This Is Chet Atkins             |
| 1967  | Chet's Tune                                             |                           |                           |                           | Solo Flights                    |
| 1968  | Blue Angel                                              |                           |                           |                           | Shometown Guitar                |
| 1968  | Mrs. Robinson                                           |                           |                           |                           | Solid Gold 68                   |
| 1969  | Those Were the Days                                     |                           |                           |                           | Lover's Guitar                  |
| 1969  | Ode to Billy Joe                                        |                           |                           |                           | Pickin' on the Pops             |
| 1969  | Caribbean                                               |                           |                           |                           | Nashville String Band           |
| 1970  | Difficult                                               |                           |                           |                           | By Special Request              |
| 1970  | Love Beads                                              |                           |                           |                           | (Uniquement sorti en single)    |
| 1970  | Steeplechase Lane                                       |                           |                           |                           | Yestergroovin                   |
| 1970  | Strollin                                                |                           |                           |                           | Identified                      |
| 1970  | Cannonball Rag                                          |                           |                           |                           | Me & Jerry                      |
| 1971  | Snowbird                                                |                           |                           |                           | For the Good Times              |
| 1971  | Happy Ending                                            |                           |                           |                           | Strung Up                       |
| 1971  | Black Magic Woman                                       |                           |                           |                           | (Uniquement sorti en single)    |
| 1971  | Jingle Bell Rock                                        |                           |                           |                           | Christmas                       |
| 1972  | Bandera                                                 |                           |                           |                           | Bandit                          |
| 1972  | Red White and Blue Medley                               |                           |                           |                           | (Uniquement sorti en single)    |
| 1972  | Battle Hymn of Republic                                 |                           |                           |                           | World's Greatest Melodies       |
| 1973  | Somewhere My Love                                       |                           |                           |                           | (Uniquement sorti en single)    |
| 1973  | Fiddlin' Around                                         | 75                        |                           |                           | Superpickers                    |
| 1974  | Is Anything Better                                      |                           |                           |                           | (Uniquement sorti en single)    |
| 1974  | Dizzy Fingers                                           |                           |                           |                           | (Uniquement sorti en single)    |
| 1975  | Night Atlanta Burned                                    | 77                        |                           |                           | The Night Atlanta Burned        |
| 1975  | Senora                                                  |                           |                           |                           | (Uniquement sorti en single)    |
| 1976  | Frog Kissin'                                            | 40                        |                           | 48                        | Best of Chet Atkins & Friends   |
| 1976  | Moonglow                                                |                           |                           |                           | Chester & Lester                |
| 1976  | Terry on the Turnpike                                   |                           |                           |                           | Best of Chet Atkins & Friends   |
| 1977  | Four in the Morning                                     |                           |                           |                           | Chet Floyd & Danny              |
| 1977  | Me and My Guitar                                        |                           |                           |                           | Me and My Guitar                |
| 1978  | I'm Your Greatest Fan                                   |                           |                           |                           | Guitar Monsters                 |
| 1979  | Love Song of Pepe Sanchez                               |                           |                           |                           | First Nashville Guitar Quartet  |
| 1980  | Blind Willie                                            | 83                        |                           |                           | Best of Chet on the Road        |
| 1980  | I Can Hear Kentucky Callin' Me                          | 83                        |                           |                           | Country After All These Years   |
| 1980  | Tennessee Rag                                           |                           |                           |                           | Reflections                     |
| 1981  | Orange Blossom Special                                  |                           |                           |                           | Country After All These Years   |
| 1983  | Run Don't Wait                                          |                           |                           |                           | (Uniquement sorti en single)    |
| 1983  | We Didn't See a Thing (avec Ray Charles & George Jones) | 6                         |                           |                           | By Request (George Jones album) |
| 1985  | Boot and the Stone                                      |                           |                           |                           | Stay Tuned                      |
| 1985  | Please Stay Tuned                                       |                           |                           |                           | Stay Tuned                      |
| 1986  | Official Beach Music                                    |                           |                           |                           | Street Dreams                   |
| 1988  | I Can't Say Goodbye                                     |                           |                           |                           | Chet Atkins, C.G.P.             |
| 1991  | Poor Boy Blues (avec Mark Knopfler)                     |                           |                           | 92                        | Neck & Neck                     |

## Vidéographie
| Année | Vidéo                                     | Directeur       |
| ----- | ----------------------------------------- | --------------- |
| 1991  | Poor Boy Blues (avec Mark Knopfler)       | David Hogan     |
| 1992  | The Claw (avec Jerry Reed)                | Deaton-Flanigen |
| 1994  | One More for the Road (avec Suzy Bogguss) | Deaton-Flanigen |